# Browning-Petter-SIG-System

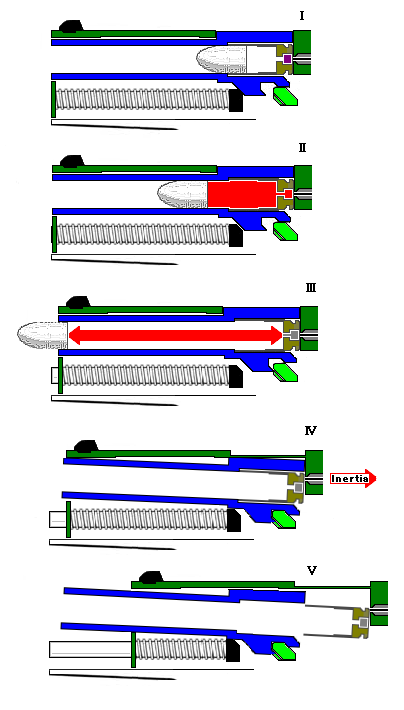
Sig Sauer System

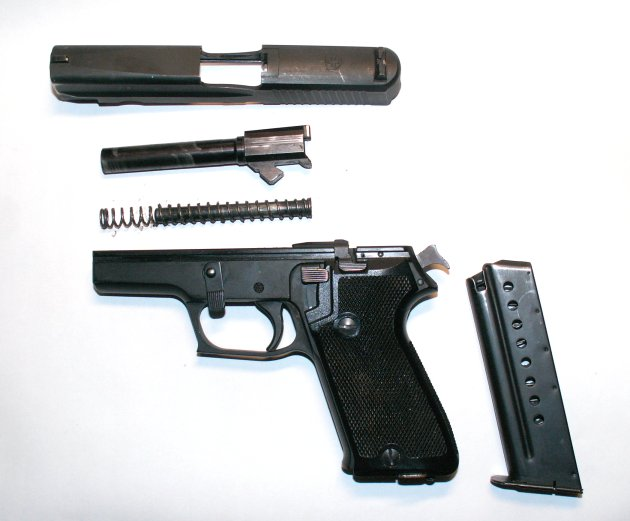
Verriegelungsblock am Laufende einer SIG P220

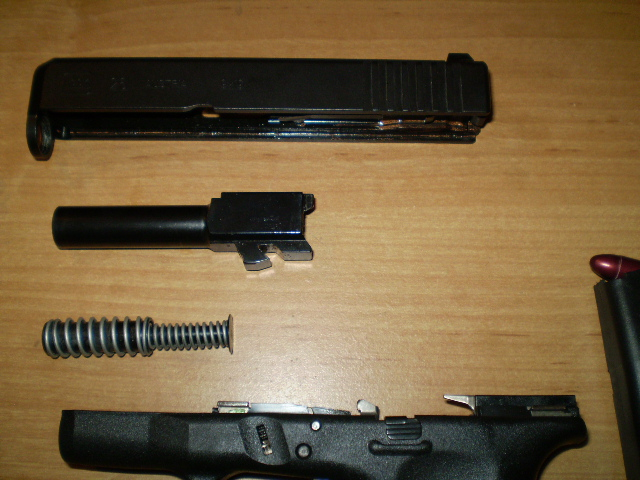
Lauf einer Glock 26

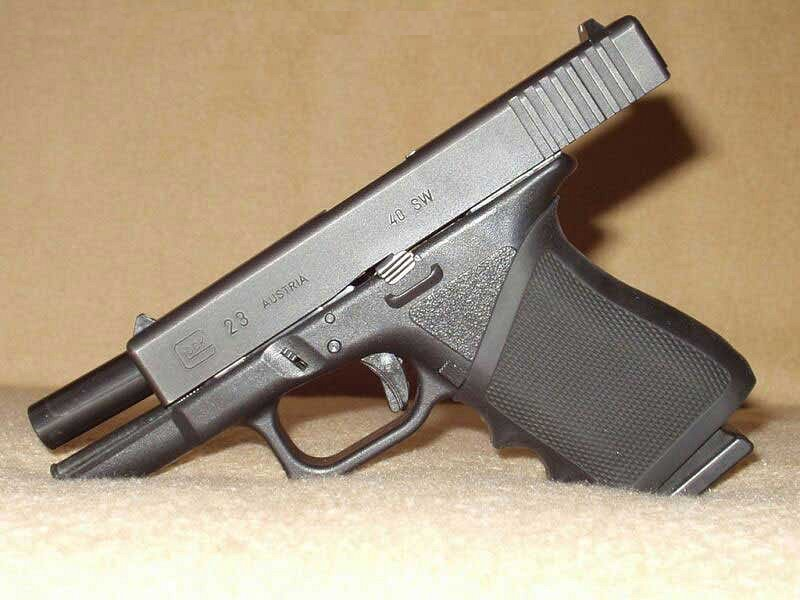
Abgekippter Lauf (Glock 23)

Das Browning-Petter-SIG-System, auch Browning-Ludwig-System oder SIG-Sauer-System genannt, ist ein Mechanismus zur Verriegelung von Selbstladepistolen. Es wird bei allen modernen Pistolen der Unternehmen Glock, Steyr Mannlicher und Walther angewendet. Dieser Verschlusstyp wird auch als „modifiziertes Browningsystem“ bezeichnet.

## Technik
Es stellt eine geometrische Vereinfachung des Browning-Petter-Systems dar und benötigt die gleichen Hauptbauteile. Er arbeitet nicht mehr mit einem aufwändig herzustellenden Verriegelungskamm, sondern an Stelle dessen nur noch mit einem meist quaderförmigen, ggf. abgerundeten und offenen Lagerblock. Die Steuerkulisse unterhalb des Patronenlagers ist nicht mehr geschlossen, sondern offen: An Stelle der Achse des Schlittenfanghebels durch die geschlossene Kulisse steuert nun eine entsprechend ausgeformte flächige Kulisse unterhalb des Patronenlagers gegen eine weitere, fest im Griffstück integrierte Ebene mit entsprechender Ausprägung die Laufabsenkung – und damit die Entriegelung.
Das Browning-Petter-SIG-System lässt sich einfacher herstellen und verfügt über eine erhöhte Verschleißstabilität auf Grund der besser verteilten Krafteinleitung in der Verriegelungsschulter. Die flächig-geraden Verbindungen und Oberflächen lassen sich mittels CNC-Fertigung einfach und hochpräzise herstellen. Allerdings macht diese Verschlussart die Verwendung von sehr hochwertigen Stählen notwendig.

## Entstehung
Angewendet wurde das Browning-Petter-SIG-System zum ersten Mal – damals noch mit hinten abgestützter und geschlossener Steuerkulisse – in der französischen Armeepistole Mle 1935 im Kaliber 7,65 × 20 mm (.32 „long“).
Die erste Variante Mle 1935A (A stand für „Alsace“ = Elsass) verwendete noch das ‚herkömmliche‘ Browning-Petter-System, welches der schweizerische Konstrukteur Charles Petter in der elsässischen Maschinenbaufabrik SACM aus dem US-amerikanischen Browning-System weiterentwickelt hatte. Die Fertigung lief auf Grund diverser Anlaufprobleme aber sehr schleppend an, so dass man sich gezwungen sah, auf eine parallel laufende, weniger aufwändige Fertigung zurückzugreifen. Die Rüstungsschmiede in St. Etienne M.A.S. nahm sich der Sache an und entwickelte eine vereinfachte Verriegelung, bei der mittels der Schultern des Patronenlagerblocks an Stelle des Verriegelungskammes die formschlüssige Verbindung zwischen Lauf und Schlitten bewerkstelligt wurde. Hinten wurde gegen den Stoßboden des Schlitten oben formschlüssig mittels einer Nase im Patronenlager abgestützt. Dieses vereinfachte System wurde im Alternativmodell Mle 1935„S“ (S stand für „St. Etienne“) angewendet und in größerer Stückzahl dann ab 1937 an die französische Armee ausgeliefert.
Die Modelle „A“ und „S“ sehen sich sehr ähnlich; die Teile sind jedoch nicht untereinander austauschbar.
Nach dem Frankreichfeldzug wurde Mitte 1940 – also unmittelbar nach der deutschen Besetzung Frankreichs – die Produktion der Variante „S“ in St. Etienne wieder eingestellt. Dem Reichsrüstungswirtschaftsamt – alle besetzten Länder wurden in die Rüstungskoordination mit einbezogen – erschien das vereinfachte Browning-Petter-System auf Grund diverser Engpässe bei den hierbei notwendig werdenden hochfesten Stahllegierungen als nicht genügend ausgereift. Die Produktion wurde deshalb wieder zurück ins Elsass zur SACM verlagert, wo man bis Ende 1944 die Variante Mle 1935(A) mit dem herstellungstechnisch etwas aufwendigeren Browning-Petter-System weiterbaute.
Anfang/Mitte der 1940er-Jahre wurden bereits von der Schweizerischen Industriegesellschaft (SIG) die Rechte an der „S“-Variante mit Schulterverriegelung gekauft, aber vorerst nicht angewendet. In der ab 1942 angeschobenen Entwicklung zur späteren schweizerischen Armeepistole S.P.47/8 bzw. P.49 wurde kurioserweise wieder das 'Browning-Petter-System' der Variante „A“ verwendet. Anscheinend stufte man bei der SIG dieses System noch als das höherwertige ein.
Mitte der 1970er-Jahre erst wurde die Schulterverriegelung der „S“-Variante dann in der Pist 75 / SIG P220 angewendet – und deshalb seitdem auch der SIG als „Browning-SIG-System“ zugeschrieben. Historisch ganz korrekt ist das nicht, da ursprünglich dieses System eindeutig eine Entwicklung der M.A.S. in St. Etienne / Frankreich war. Da aber in diesem System eindeutig auch Konstruktionselemente von Petter zu finden sind, wird dieses Verschlusssystem fortan auch als „Browning-Petter-SIG-System“ bezeichnet.